# Anett Sattler

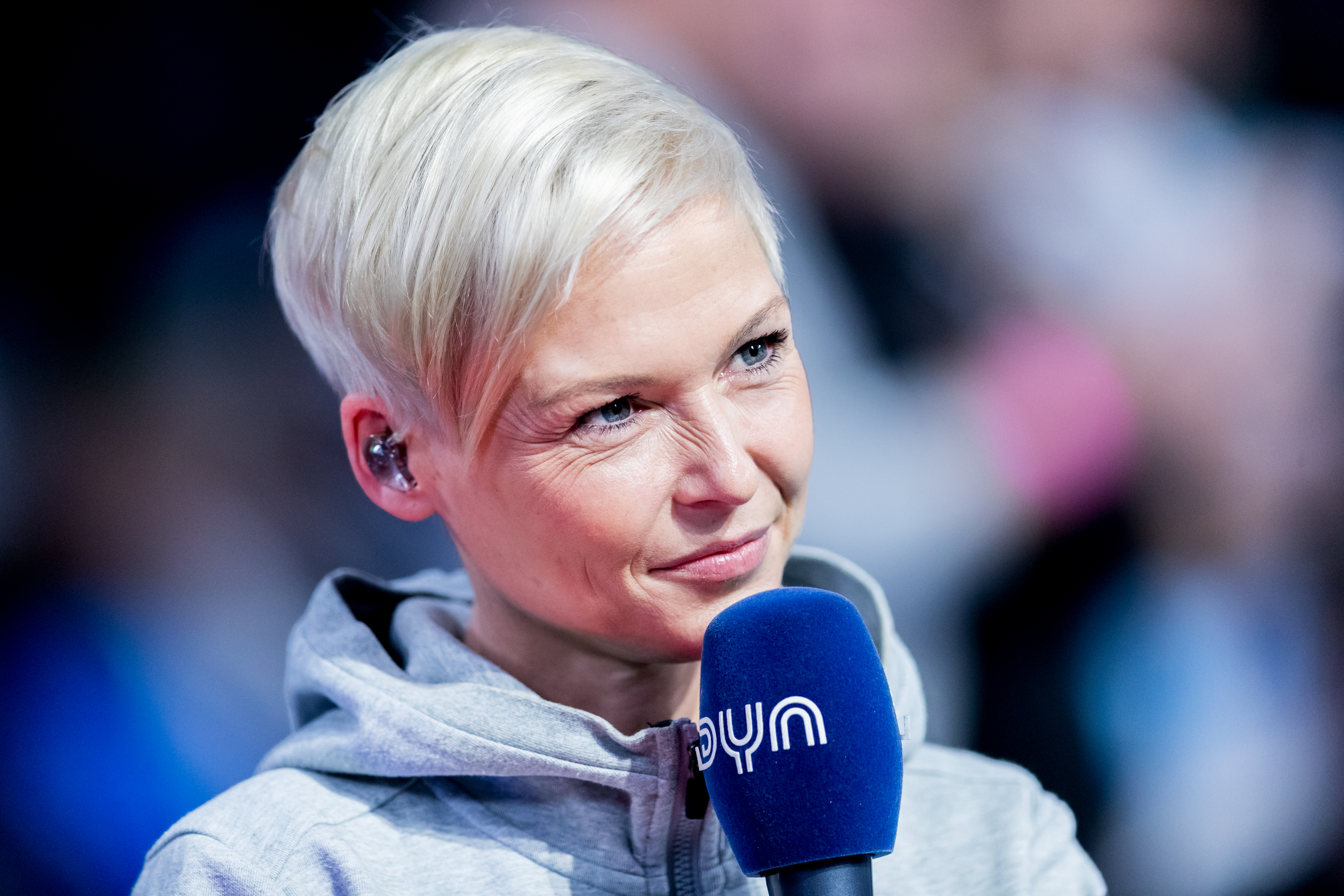
Anett Sattler (2024)

Anett Sattler (* 29. April 1983 in Potsdam) ist eine deutsche Moderatorin.

## Leben
Sattler wuchs in Rangsdorf auf und begann sich im Alter von vier Jahren für den Handballsport zu interessieren. Mit 17 Jahren erwarb sie ihre Trainerlizenz im Handball und war als Jugendsprecherin des Handball-Verbandes Brandenburg tätig. Sie machte ihr Abitur in Berlin und studierte anschließend Kommunikationswissenschaften und Betriebswirtschaftslehre.

## Berufliche Karriere
Seit August 2023 ist Anett Sattler für den Sportsender Dyn als Moderatorin tätig. Hier moderiert sie nicht nur Sendungen über Handball, sondern auch Programme zu anderen Sportarten wie Basketball, Volleyball, Hockey und Tischtennis.
Davor moderierte sie seit 2017 für Magenta Sport Übertragungen der 3. Fußball-Liga. Vom 1. Juli 2017 bis 31. Dezember 2017 war sie Managerin von Teamsport Deutschland, einer Interessengemeinschaft von DFB, DHB, DBB, DEB und DVV.
Bereits während ihres Studiums hatte sie als Redakteurin für den Sportsender Sport1 (damals DSF) für das Format Bundesliga aktuell und als Field-Reporterin für die Sendungen Hattrick – Die 2. Bundesliga und Doppelpass gearbeitet. Nach Abschluss ihres Studiums wurde sie Leiterin der Außenredaktion des Senders in Berlin. Von 2009 bis 2017 moderierte sie Handball-Übertragungen von Spielen der Bundesliga, Europameisterschaft und Weltmeisterschaft auf Sport1.
Gemeinsam mit einem Geschäftspartner gründete Sattler 2015 ihre eigene Produktionsfirma AnDa Medien.

## Auszeichnungen
- Herbert-Award 2013: Beste Sportmoderator(in) Platz 3
- Deutscher Sportjournalistenpreis 2015: Beste Sportmoderatorin Platz 2
- VDS-Onlinepreis 2016: Platz 1  für Berichterstattung Europaspiele in Baku
- Deutscher Sportjournalistenpreis 2017: Beste Sportmoderatorin Platz 1
- Deutscher Sportjournalistenpreis 2017: Beste Sportsendung (DKB Handballbundesliga)